# Wok

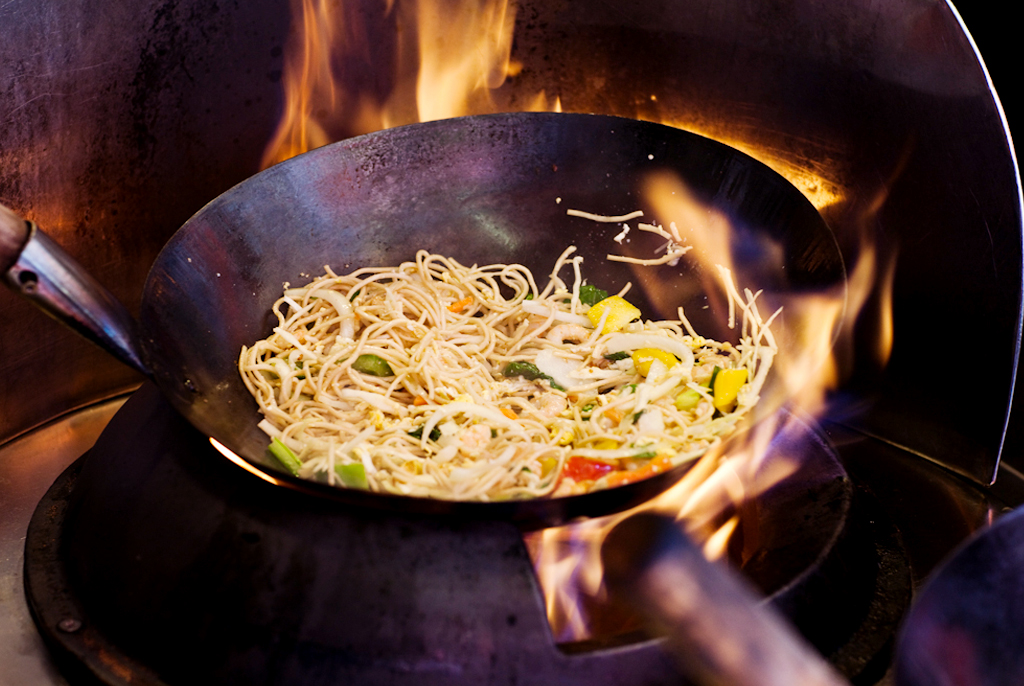
Wok nad plamenem

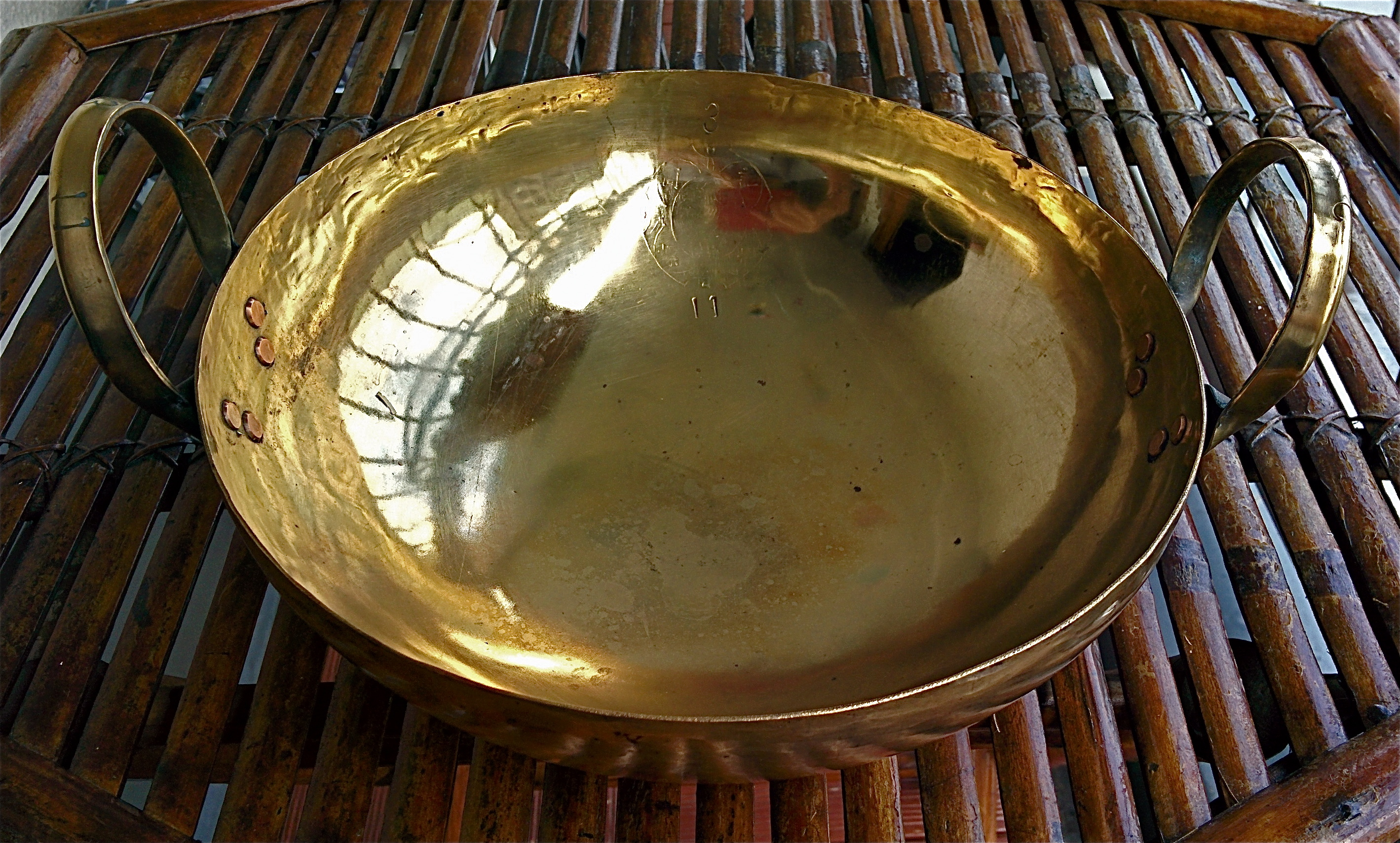
Wok s dvojím uchem

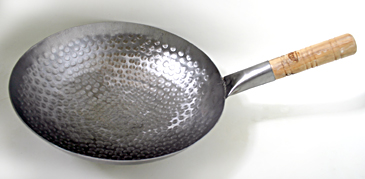
Wok s dřevěnou rukojetí

Wok je všestranné kruhové nádobí, podobné tenkostěnné a poněkud hlubší pánvi. Pochází z Číny. Je rozšířen hlavně na jihu Číny (zejména v provincii Kuang-tung) a jedná se o jednu z nejběžnějších kuchyňských potřeb nejen v Číně, ale také ve většině východní, jižní a jihovýchodní Asie a v nedávné době[kdy?] se stal populárním i ve zbytku světa.
Wok se používá ve spoustě různých kulinářských technik čínské kuchyně, včetně smažení, fritování, vaření, dušení, výroby polévek, uzení či pražení ořechů. Při vaření ve woku se používá náčiní s dlouhými rukojeťmi jako naběračky či špachtle, které umožňují kuchařům pracovat s jídlem, aniž by se spálili.